# Evaristo Araiza Morineau
Evaristo Araiza Morineau fue un empresario mexicano fundador y director de importantes empresas en diversos ramos de la industria en México así como de diversas instituciones educativas, cámaras de comercio y organismos financieros.

## Orígenes
Evaristo Araiza nació en Altar (Sonora) en 1884. Se graduó en la Escuela Nacional de Ingeniería e hizo estudios de especialización industrial en París. Su primer cargo importante fue el de director de la fábrica textil de Santa Rosa, Veracruz.  Figura destacada de las finanzas y la industria, intelectual simpatizante del Exilio español en México y
Presidente del Patronato de Ciencia
Hijo de Evaristo Araiza y Carlota Morineau, tuvo 16 hermanos.

## Vida profesional
Director de la fábrica de hilados y tejidos de Santa Rosa, Veracruz en 1917. Presidente del Consejo de Administración del Banco de México (1950)  y de la Fundidora de Fierro y Acero de Monterrey
Billete de 20 pesos mexicanos, la firma al lado izquierdo corresponde a Don Evaristo Araiza.
Fue miembro fundador y primer vicepresidente del Club de Banqueros.
Evaristo Araiza fue presidente de la CONCAMIN en 1946
El 23 de octubre de 1944 entró a formar parte del Primer Patronato Universitario de la UNAM
En 1930 recibe la condecoración de "Caballero de la Legión de Honor" por parte del gobierno de la República de Francia.
En 1934, siendo Presidente de la Confederación de Cámaras Industriales, fue uno de los fundadores de la sociedad "Petróleos de México," S. A. (Petromex). Se contemplaba una petrolera con la participación 50/50 entre el gobierno e inversionistas mexicanos. Con la legada de Lázaro Cárdenas a la presidencia, y la radicalización del movimiento obrero, el proyecto fue abandonado.
Fue Presidente del Patronato de la revista Ciencia, que se publicó en México entre los años 1940 y 1975, publicación de los exiliados que salieron de España entre 1939 y 1940 durante la guerra civil española.
En diciembre de 1946, junto con José Cruz y Celis, Manuel Lachica y otros industriales crea la CNIT, hoy conocida como CANACINTRA.
En 1946, bajo el patrocinio de la Asociación Mexicana de Cultura, creada por un grupo de empresarios e intelectuales, encabezado por Don Raúl Baillères Chávez e integrado por Don Mario Domínguez, Don Luis Montes de Oca, Don Ernesto Amescua, Don Aarón Sáenz, Don Evaristo Araiza, Don Federico T de Lachica, Don Julio Lacaud, Don Manuel Senderos, Don Pedro Maus, Don José de la Mora, Don Emilio Souberville, Don Hipólito Signoret, Don Guillermo Barroso,Don Carlos Gómez y Gómez, Don Manuel Ulloa, Don Carlos Trouyet, Don Rogelio Azcárraga, Don Aníbal de Iturbide, Don Enrique González Rubio, Don Carlos Novoa, y Don Antonio Díaz Lombardo se funda el Instituto Tecnológico Autónomo de México (ITAM).
En 1949, al fundarse la Cámara Nacional de la Industria del Hierro y del Acero (CANACERO), es nombrado Presidente de la misma.